# テトラヘドロン賞
テトラヘドロン賞 （The Tetrahedron Prize for Creativity in Organic Chemistry or Bioorganic and Medicinal Chemistry）は学術雑誌『Tetrahedron』を出版するエルゼビアによって毎年授与されている化学の賞。1980年に設立され、賞金は10,000ドル。

## 受賞者
- 2025年 ベンジャミン・クラヴァット
- 2024年 エリック・ジェイコブセン
- 2023年 何川
- 2022年 翁啓恵
- 2021年 Richard Bruce Silverman
- 2020年 Dale Boger
- 2019年 ピーター・シュルツ
- 2018年 ステファン・バックワルド、ジョン・ハートウィグ
- 2017年 Laura L. Kiessling
- 2016年 ベルナルト・L・フェリンハ
- 2015年 William L. Jorgensen
- 2014年 バリー・トロスト、辻二郎
- 2013年 シャンカー・バラスブラマニアン
- 2012年 ポール・A・ウェンダー
- 2011年 Manfred T. Reetz
- 2010年 大村智
- 2009年 スティーヴン・V・レイ
- 2008年 Larry E. Overman
- 2007年 フレイザー・ストッダート
- 2006年 山本尚
- 2005年 Bernd Giese
- 2004年 中西香爾
- 2003年 ロバート・グラブス、ディーター・ゼーバッハ
- 2002年 キリアコス・コスタ・ニコラウ
- 2001年 岸義人
- 2000年 Peter B. Dervan
- 1999年 アンリ・カガン
- 1998年 デヴィッド・エヴァンス、向山光昭
- 1997年 スチュアート・シュライバー
- 1996年 サミュエル・ダニシェフスキー
- 1995年 Alan R. Battersby、A. Ian Scott
- 1993年 野依良治、バリー・シャープレス
- 1991年 William Summer Johnson
- 1989年 Michael J. S. Dewar
- 1987年 Arthur J. Birch
- 1985年 ギルバート・ストーク
- 1983年 イライアス・コーリー
- 1981年 アルバート・エッシェンモーザー